# Dansk Farmacihistorisk Fond
Dansk Farmacihistorisk Fond (engelsk: The Danish Foundation of the History of Pharmacy) er et farmaceutisk selskab, hvis formål er at udføre museumsfagligt arbejde til belysning af farmaciens historie i Danmark, fremme farmacihistorisk forskning i Danmark og udbrede kendskabet til farmaciens historie.
Dansk Farmacihistorisk Fond ejer museet Dansk Farmacihistorisk Samling, som har til huse på Pharmakon – Danish College of Pharmacy Practice.
Derudover samarbejder Dansk Farmacihistorisk Fond desuden med Dansk Farmacihistorisk Selskab.
Dansk Farmacihistorisk Fond ligger i Hillerød på adressen Milnersvej 42.
Fonden ejer en stor samling af apotekshistoriske genstande.

## Eksterne kilder, links og henvisninger
- Dansk Farmacihistorisk Fonds hjemmeside

1. ↑  "Dansk Farmacihistorisk Fond". Arkiveret fra originalen 11. juni 2007. Hentet 6. november 2007.

| Apoteksvæsen | Spire Denne artikel om apoteksvæsen er en spire som bør udbygges. Du er velkommen til at hjælpe Wikipedia ved at udvide den. |